# Аденоакантом
Аденоакантом је злоћудни рак са сквамозним епителним ћелијама између ћелија које су распоређене у жлезданим формацијама.
Може бити присутан у ендотелијуму материце, устима и дебелом цреву.

## Епидемиологија
Аденоакантом је често повезан са терапијом замене хормона (естрогена). Ризик је већи код жена беле расе него код других етничких група, укључујући учесталост, преваленцију, старосну дистрибуцију и женско мушки однос.  

## Етиопатогенеза
Поред уобичајених секреторних ћелија које садрже гликоген и цилијарних ћелија за епител нпр. материце, појављују се ћелије са бројним тонофиламентима у цитоплазми и ћелије ендоцервикалног типа са мукозним секреторним гранулама у апикалној цитоплазми. Вероватно је генеза аденоакантома и аденокарцинома ендоцервикалног типа повезана са последње две популације ћелија, јер је за разлику од карцинома, код атипичне хиперплазије жлезда цитогенеза очувана, али је поремећен сам процес формирања цилија, инверзија поларитета ћелија, лабављење, стратификација или обрнуто, задебљање базалне мембране.

## Терапија
Ако је тумор на материци добро дефинисан, лечење често укључује хистеректомију и третман зрачењем. Лечење се може разликовати у зависности од тога колико се тумор проширио (метастазирао).

## Прогноза
Прогноза зависи од присуства и обиља жлезданих ћелија. Прогнота је боља ако је туморски процес добро дефинисан.